# Core Image Fun House
Core Image Fun House è un programma sviluppato dalla Apple Inc. dedicato all'elaborazione grafica, incluso negli Apple Developer Tools. Il software è utilizzato per verificare il funzionamento dei singoli moduli Core Image. Questi moduli svolgono funzioni simili ai filtri di programma come Adobe Photoshop. Alcuni filtri sono senza paramenti mentre altri permettono di modificare alcuni paramenti che possono alterare anche drasticamente l'effetto del filtro.
Core Image Fun House è nato come applicativo d'esempio per poter mostrare le potenzialità delle nuove tecnologie di macOS. Il programma permette di applicare i filtri con estrema facilità alle immagini e le modifiche vengono mostrate in tempo reale. I filtri vengono applicati sequenzialmente all'immagine. Non tutti i computer Macintosh supportano il programma dato che la tecnologia Core Image richiede una scheda grafica recente per funzionare correttamente.
Il programma si trova nel percorso /Developer/Applications/Graphics Tools, directory creata dall'installazione del Kit di sviluppo di macOS.